# Baekje-Tang-krigen
Baekje-Tang-krigen blev udkæmpet mellem Baekje og de allierede kræfter Tang og Silla mellem 660 og 663; det var på en vis måde en udløber af den samtidigt igangværende Goguryeo-Tang-krig. Silla kæmpede alene i begyndelsen og oplevede betydelige tab både med hensyn til personer og territorium. Efter mange angreb og angreb af de kombinerede kræfter i Baekje og Goguryeo søgte kong Muyeol hjælp fra kejser Gaozong af Tang for at forsvare sit udmattede kongerige mod angrebene i modsætning til potentielle territoriale gevinster. Kejser Gaozong modtog og samtykkede til denne anmodning i begyndelsen af 660 og lancerede invasionen af Baekje. Su Dingfang blev udpeget til at være øverstbefalende for Tangs styrke. I 668, efter en myriade af ødelæggende træfninger, bukkede kongerne Goguryeo og Baekje til sidste to kombinerede angreb i slutningen af 668 af numerisk overlegne hære i Tang-dynastiet og Silla.
Krigen indebar afslutningen på perioden med de tre kongeriger i Korea, som var begyndt 57 f.Kr. Perioden afsluttede endeligt med den samtidige Goguryeo-Tang-krig.

## Baggrund
Silla-riget havde indgået en militær alliance med Tang-imperiet under kejser Gaozongs regeringstid. Da Goguryeo og Baekje angreb Silla fra henholdsvis nord og vest, havde dronning Seondeok af Silla sendt en udsending til Tang-imperiet for desperat at anmode om militær hjælp. I 650 modtog kejser Gaozong et digt skrevet af dronning Seondeok fra den himmelske udsending Kim Chunchu (som senere skulle overtage Silla-tronen som kong Muyeol). Baekje havde allieret sig med Yamato Wa i 653. Selvom Baekje var allieret med Goguryeo, adskildte Han-floddalen de to stater og var en hindring i at komme til hinandens hjælp i krigstid. Kong Muyeol antog Silla-tronen i 654. Mellem 655 og 659 blev Silla-grænsen chikaneret af Baekje og Goguryeo; Silla anmodede derfor om hjælp fra Tang.

## Forløb
I 658 havde kejser Gaozong sendt en hær til at angribe Goguryeo. Kort efter sendte han i 660 en hær på 130.000 tropper mod Baekje for yderligere at lette presset mod Silla. Under denne ekspedition ledede admiral Su Dingfang Tang flåden og sejlede den lige mod Baekje. Tangflåden sejlede over Det Gule Hav, mod Geumfloden, og landede med sin hær på den vestlige kyst af Baekje. Efter landingen af hæren marcherede de 130.000 Tang-tropper videre mod Sabi, hovedstaden i Baekje.
Kronprins Kim Beopmin, general Kim Yusin, general Kim Pumil og general Kim Heumsun blev udpegede til at lede 50.000 mand Silla-tropper og drog vestpå til Slaget ved Hwangsanbeol.  Silla-styrkerne marcherede ind i Baekje fra den østlige grænse og krydsede gennem Sobaek-bjergene. General Kim Yusin førte Silla-hæren over bjergpassene i Tanhyon mod Hwangsan-sletten. General Gyebaek kunne kun samle en styrke på omkring 5000 Baekje-tropper i forsvar mod Silla-hærens fremtrængende styrke. På Hwangsan-sletten besejrede Silla-hæren Baekje-styrkerne under general Gyebaek.
I 660 faldt Baekje hovedstad Sabi til Tang- og Silla-styrkerne. Omkring 10.000 Baekje-tropper blev dræbt under belejringen. Baekje blev erobret den 18. juli 660, da kong Uija af Baekje overgav sig ved Ungjin. Tang-hæren tog kongen, kronprinsen, 93 embedsmænd og 20.000 tropper som fanger. Kongen og kronprinsen blev sendt som gidsler til Tang-imperiet. Tang-imperiet annekterede området og etablerede fem militære administrationer til at kontrollere regionen i stedet for Silla, hvilket det smerteligt måtte acceptere.

## Betydning
I en sidste indsats ledte general Gwisil Boksin modstanden mod Tang-besættelsen af Baekje. Han anmodede om militær hjælp fra deres Yamato-allierede. I 661 gjorde kejserinde Saimei (som også regerede som kejserinde Kōgyoku) og prins Naka forberedelser til kamp og sendte prins Buyeo Pung af Baekje, der havde været i Yamato Wa i over 30 år for at hjælpe modstanden. I 662 sendte de en ekspedition for at hjælpe general Gwisil Boksin. Et år senere blev 27.000 Yamato-tropper sendt som forstærkning. Tang-flåden, bestående af 170 skibe, avancerede mod Chuyu og omringede byen ved Baekgang-floden. Da Yamato-flåden indledte kampe mod Tang-flåden, blev den angrebet af Tang-flåden og blev ødelagt. I 663 blev Baekjes modstandsstyrker og Yamato-styrkerne udslettet af Tang- og Silla-styrkerne i slaget ved Baekgang. Under kamphandlingerne blev general Echi no Takutsu dræbt. Efterfølgende flygtede prins Buyeo Pung af Baekje og få af hans mænd til Goguryeo.